# Szabadka–Zenta–Óbecse-vasútvonal
Az egykori Szabadka–Zenta–Óbecse-vasútvonal Szerbiában, a Vajdaságban, Kelet-Bácskában található.

## Története

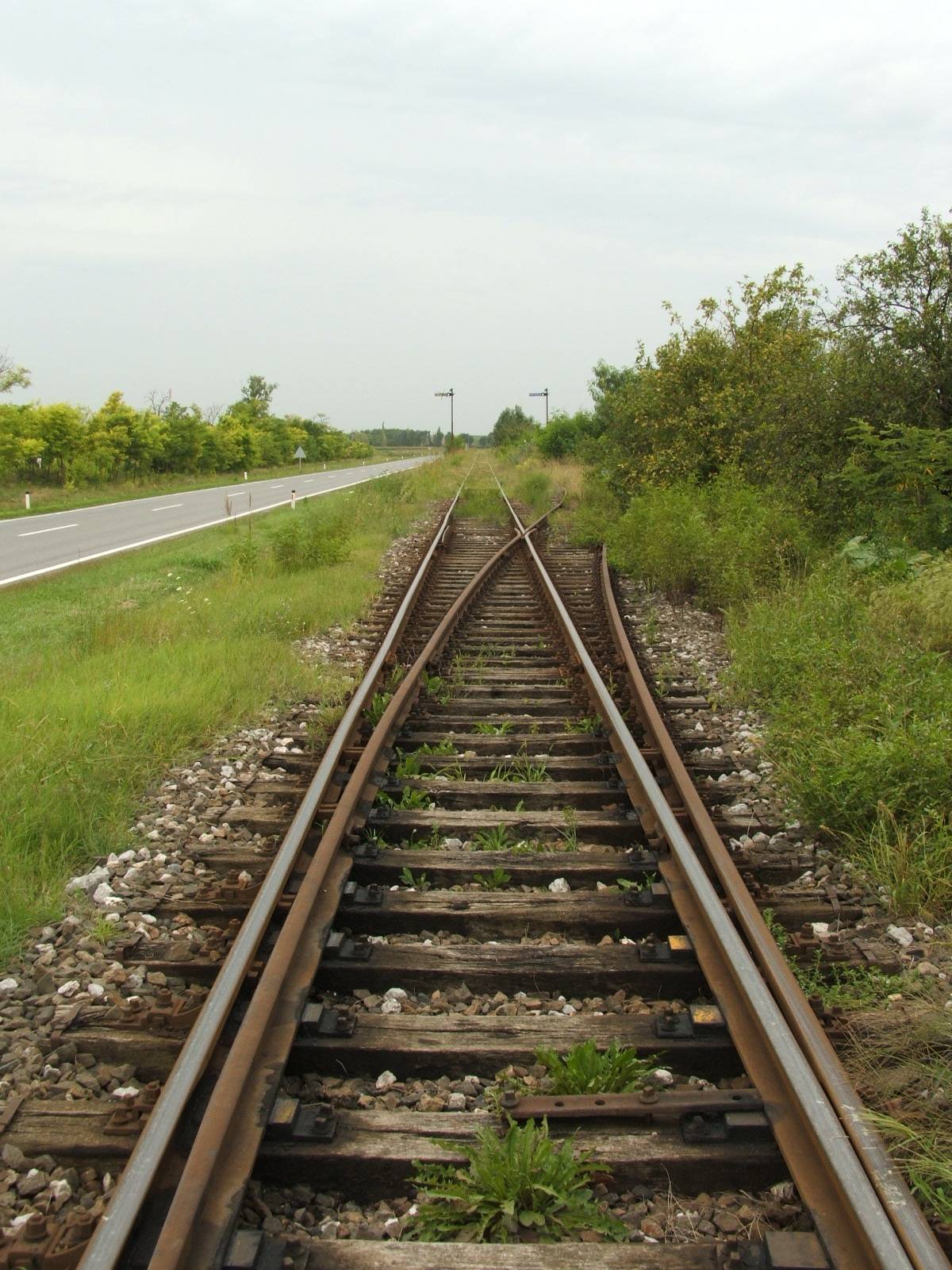
A Szabadka-Zenta és Horgos-Zenta vonalak elágazása

A vonalat a Bácsbodrog vármegyei HÉV társaság építette helyiérdekű vasútvonalként. A MÁV Budapest–Zimony-vasútvonalának szabadkai állomásától induló, Zentán keresztül Óbecséig tartó, 76,7 km hosszú, első szakaszt 1889. november 14-én nyitották meg, valamint ugyanekkor helyezték üzembe a Zentától, az akkor már MÁV tulajdonú Alföld–Fiumei Vasút Horgos állomásáig tartó 31,4 km hosszú  Horgos–Zenta-vasútvonalat is. A síkvidéki jellegű vasútvonalak kevés földmunkával épültek. A vonalakon 22,3 kg/fm tömegű „l” jelű síneket fektettek le.

## Csatlakozó vasutak
A vasútvonal folytatását Óbecsétől Újvidékig az Óbecse-újvidék-titeli HÉV társaság építette. A 63,8 km hosszú vasútvonalat 1899. július 2-án adták át a forgalomnak, a 37,9 km hosszú Újvidék–Titel közötti szárnyvonallal együtt. A két vasúttársaság 1906-ban egyesült Bács-Bodrog vármegyei egyesült h. é. vasutak Rt. néven, így egy kézbe került a Horgostól és Szabadkától Újvidékig terjedő vasúthálózat. Egy évvel később, 1907-ben Óbecse elágazó állomássá vált a Zombor–Óbecsei HÉV társaság vonalának megnyitásával.

## Napjainkban
Az egykori vasútvonal Szabadka–Zenta közötti szakasza ma a Szerb Államvasutak 33-as számú vasútvonalának része. A felújítása 2020. novemberére készült el. Rajta a személyvonatok engedélyezett sebessége 80 km/h, a tehervonatoké 60 km/h lett.
Zenta és Óbecse között nincs forgalom, a pálya járhatatlan. Itt ma is megtalálhatók az építéskori "l" sínek. Az egykori elágazó állomás Óbecse a közelmúltban már csak Újvidék felől volt elérhető vasúton, mivel itt a pálya átépült korszerűbb sínrendszerre, és szórványos teherforgalom volt rajta. A vasúti pályafenntartó állami cég 2022-es döntése értelmében a vasútvonalat véglegesen felszámolják és felszedik. A sínek ócskavasként való értékesítése mellett az ingatlanokat (épületek, területek stb.) is eladják.
2024-ben ezt a szakaszt teljes hosszában felszedték.